# Michel Ribeiro
Michel Ribeiro (Genk, 29 november 1975) is een Belgisch voormalig voetballer die als middenvelder speelde. Hij maakt momenteel deel uit van de technische staf van eersteklasser KRC Genk waar hij actief is als techniektrainer.

## Spelerscarrière
Ribeiro begon zijn professionele carrière in 1995 bij KRC Genk. In twee seizoenen kwam Ribeiro acht keer uit voor Genk en scoorde één keer. Na één seizoen bij tweedeklasser Patro Eisden vertrok Ribeiro naar Nederland. In het seizoen 1998-1999 speelde hij bij Telstar, waar hij 21 wedstrijden speelde. Een jaar later speelde hij een seizoen in Eredivisie bij FC Den Bosch, waar hij aan acht wedstrijden kwam.

## Trainerscarrière
Nadat hij zijn carrière als speler had beëindigd begon Ribeiro in het seizoen 2004/05 als techniektrainer bij de jeugd van KRC Genk, later was hij ook nog actief als assistent-trainer van de beloftenploeg. Als techniektrainer heeft hij een belangrijke bijdrage geleverd aan de technische ontwikkeling van spelers als Kevin De Bruyne, Divock Origi, Leon Bailey en Leandro Trossard.
Op 2 april 2017 koos Ribeiro voor een nieuwe uitdaging en tekende bij Sporting Kansas City  in de Verenigde Staten waar hij de eerste techniektrainer ooit wordt van een MLS club. 
Eind november 2019 maakte Genk bekend dat Ribeiro vanaf januari 2020 naar hun zal terugkeren als techniektrainer. Ribeiro wordt toegevoegd aan de staf van de A-kern en zal instaan voor de individuele ontwikkeling van de jongeren in de selectie. Hij zal ook een belangrijke rol spelen in de brug tussen de jeugdacademie en de A-kern.